# Peter Halley
Peter Halley (* 24. September 1953 in New York City, USA) ist ein Künstler, der der Abstrakten Kunst zugeordnet wird.

## Lebenslauf
Seinen Bachelor erwarb Halley 1975 an der Yale University und 1978 seinen Master an der University of New Orleans. Er blieb in New Orleans bis 1980 und zog dann nach New York, wo er bis heute lebt und arbeitet.
Halley sorgte erstmals in den frühen 1980er Jahren mit seinen geometrischen Gemälden in fluoreszierenden Farben für Aufsehen. Seit über 25 Jahren spielen die geometrischen Gemälde von Peter Halley mit der Beziehung zwischen „Gefängnis“ und „Zellen“. Damit reflektieren die Bilder laut Peter Halley die zunehmende Geometrisierung des sozialen Raums in der Welt, in der wir leben. Sein Werk als Künstler wird üblicherweise mit Minimalismus und Neo-Konzeptkunst in Verbindung gebracht. Halley ist auch als Autor, Herausgeber und Dozent aktiv.
Halleys erste große Ausstellung in New York fand 1985 im International with Monument statt, einer Kunstgalerie in New York Citys East Village. Es folgten Ausstellungen in den Galerien Mary Boon Gallery, Sonnabend Gallery, Galerie Bruno Bischofberger, Jablonka Galerie, Galerie Thaddaeus Ropac und Waddington Galleries. In Deutschland wird Peter Halley durch die Galerie Thomas Modern in München repräsentiert.
Die erste Ausstellung, die einen ersten großen Gesamtüberblick über seine Arbeit bot, fand im CAPC Musée d’Art Contemporain de Bordeaux (1991) statt. Es folgten Ausstellungen im Museo Nacional Centro de Arte Reina Sofia (Madrid) (1992), im Stedelijk Museum (Amsterdam) (1992), im Des Moines Art Center (Des Moines, Iowa) (1992), im Dallas Museum of Art (1995), im Museum of Modern Art (MOMA) (New York City) (1997), im Kunstmuseum der Stadt Kitakyushu (1998), im Museum Folkwang (Essen) (1998) und im Butler Institute of American Art (Youngstown, Ohio) (1999). Seine Arbeiten wurden außerdem in Galerien in Chicago, London, Madrid, Moskau, New York, Paris, Rom, Seoul und Tokio ausgestellt. 2014 wurde im Alten Straßenbahndepot Jena Halleys Serie Prisons gezeigt, die in Jahrzehnten entstanden war.
Seit Mitte der neunziger Jahre schuf Halley Installationen, die sich auf den jeweiligen Ausstellungsort bzw. öffentlichen Raum bezogen – z. B. an der State University of New York (Buffalo) (2002), Turin (2003) und dem Flughafen Dallas/Fort Worth (Dallas) (2005). 2008 stellte er eine große Dauerinstallation für die Gallatin School of Individualized Study der New York University.
Halley schrieb parallel auch Essays über Kunst und Kultur. Seine frühen Essays über Post-Strukturalismus, die Postmoderne und die digitale Revolution der 1980er Jahre wurden in zwei Büchern zusammengefasst veröffentlicht. 2001 erhielt er den Frank Jewett Mather Award der College Art Association der Vereinigten Staaten für seine Kritiken. Peter Halley war Co-Gründer des index magazine mit ausführlichen Interviews mit Kulturschaffenden und gab dieses zwischen 1996 und 2006 heraus.
Halley hielt zahlreiche Vorträge – u. a. am Art Institute of Chicago oder der American Academy in Rom. Er lehrte an der Columbia University, der UCLA und der School of Visual Arts. Seit 2002 leitet Halley den Graduiertenkolleg für Malerei und Grafik der Yale University School of Art, New Haven, Connecticut.
Seine Arbeiten finden sich u. a. im Museum of Modern Art, der Tate Gallery und der Sammlung des Guggenheim Museum.
2021 wurde Peter Halley zum ordentlichen Mitglied der National Academy of Design gewählt.